# Gallay-Nagy Krisztina
Gallay-Nagy Krisztina (Budapest, 1991 –) magyar grafikus, illusztrátor, ifjúsági regényeket is ír.

## Életrajz
Az Óbudai Egyetem Rejtő Sándor Könnyűipari és Környezetmérnöki Karán szerzett ipari termék- és formatervező mérnöki diplomát 2016-ban. 2016 óta grafikusként dolgozik, 2019-től szabadúszó illusztrátorként tevékenykedik, elsősorban egyedi megrendelésekhez, mesekönyvekhez rajzol illusztrációkat.
Írói munkásságát tekintve első novellái 2015-ben, majd 2017-ben jelentek meg nyomtatásban, a moly.hu tagjainak írásaiból válogatott Magánvégtelen és Csillagles című antológiákban.
2019-ben jelent meg első ifjúsági regénye Poison of Love címmel a Főnix Könyvműhely gondozásában. A történet főszereplője Natalie, a 16 éves kamaszlány, aki az apja által feltalált időgépnek köszönhetően visszamegy az időben, hogy 1999-ben osztálytársak lehessenek a Poison of Love nevű fiktív rockegyüttes énekesével, Adrian Arronnal.
2022-ben szintén a Főnix Könyvműhelynél megjelent a Boszorkányos hírnév című ifjúsági regény. Liziről, a 12 éves kis boszorkányról szól, akinek kalandján keresztül kerül bemutatásra az internetezés, internetre videók feltöltésének lehetséges veszélyei. Mindezt egy vidám, varázslatos, de rengeteg beszélgetésre lehetőséget adó történeten keresztül.

## Könyvei
- Poison of Love (Főnix Könyvműhely, 2019)
- Boszorkányos hírnév (Főnix Könyvműhely, 2022)

## Illusztrációival megjelent könyvek
- Lengyel Gábor: Csile, a Bérc tündére, avagy a Gyermekvasút meséi (Könyv Guru, 2021)
- Tőkés Ildikó: Pápá, Cici! (Magánkiadás, 2021)[4]
- Dr. Burkus Máté: Apadoktor mindig rendel - Sérüléskezelési és mozgásszervi útmutató gyermekekhez (magánkiadás, 2021)[5]
- Dr. Burkus Máté: Häusliche Unfallchirurgie - Akademie Für Eltern (magánkiadás, 2022)
- Gallay-Nagy Krisztina: Boszorkányos hírnév (Főnix Könyvműhely, 2022)

## Kiállítások
- Vasmacska KávéZoo (2019. február 22 - április 23.)
- Montázs Art Café (2019. május 31 - június 30.)